# Вольський Анатолій Миронович
Анато́лій Миро́нович Во́льський (нар. 30 серпня 1960, село Тартак Баранівського району Житомирської області) — український театральний актор, народний артист України (2018).

## Життєпис
Анатолій Вольський народився 30 серпня 1960 року в селі Тартак Баранівського району Житомирської області, але з трьохмісячного віку проживав з батьками в м. Ніжині на Чернігівщині.
1989 — закінчив Київський національний університет театру, кіно і телебачення імені Івана Карпенка-Карого (курс народного артиста України Григорія Кононенка)
Починав свій творчий шлях у Закарпатському академічному обласному українському музично-драматичному театрі імені братів Юрія-Августина та Євгена Шерегіїв, потім працював у Ніжинському академічному українському драматичному театрі імені М. Коцюбинського (головний режисер Олександр Горбенко), Київському театрі «Візаві».
Від 1992 року — актор Вінницького обласного академічного українського музично-драматичного театру імені Миколи Садовського.

## Ролі
- Амфітріон («Дім, у якому переночував бог» Гільєрме Фігейреду)
- Андронаті («У неділю рано зілля копала…» Н. Неждани за О. Кобилянською)
- Астров М. Л. («Дядя Ваня» А. Чехова)
- Ардальйон Олександрович Іволгін («Ідіот» В. Пацунова за Ф. Достоєвським)
- Блез д'Амбрійє («Блез» К. Маньє)
- Гамліел («Хелемські мудреці» М. Гершензона)
- Генріх Айзенштайн («Кажан» Й. Штрауса)
- Гнат Карий («Назар Стодоля» Т. Шевченка)
- Городулін Ів. Ів. («Так виходять у люди» за п'єсою О. Островського «На всякого мудреця доволі простоти»)
- Граф («Кохання в стилі бароко» Я. Стельмаха)
- Гутмахер Алекс («Kvitka» О. Миколайчука-Низовця)
- Карл дофін / король («Біла ворона» Г. Татарченка, Ю. Рибчинського)
- Клеон («Забути Герострата!» Г. Горіна)
- Ляпкін-Тяпкін («Ревізор» М. Гоголя)
- Макмерфі Рендл Патрік («Політ над гніздом зозулі» Д. Вассермана за К. Кізі)
- Мітч (Трамвай «Бажання» Т. Вільямса)
- Мітті Гольдін («Ассо та Піаф» О. Миколайчука-Низовця)
- Михайло («Украдене щастя» І. Франка)
- Петро Володимирович («Смертельний трюк» В. Селезньова)
- Потьомкін Григорій («Софія» за п'єсою В. Селезньова)
- Валерій («За три кроки від Бродвею» І. Афанасьєва та І. Поклада)
- Ромео («Осінь у Вероні» А. Крима)
- Сергій («Провінціалки» Я. Стельмаха)
- Тодорос Парлас («Потрібен брехун» Д. Псафаса)
- Хіггінс Генрі («Моя чарівна леді» Ф. Лоу, А. Дж. Лернера)
- Фігаро («Одруження Фігаро» П'єра Бомарше)

## Ролі в кіно
- Юрій («Повернення Мухтара — 2» //День народження Дятло//)
- Вадим («Тримай біля серця» режисера В. Шалиги)

## Визнання
- 2002 — Літературно-мистецька премія «Кришталева вишня»
- 2007 — Диплом «Найкраща чоловіча роль фестивалю» за виконання головної ролі Тодороса-брехуна у виставі «Потрібен брехун» на IV регіональному фестивалі комедії у Чернівцях
- 2008 — Заслужений артист України[2]
- 2011 — Лауреат премії НСТДУ ім. М. К. Садовського
- 2018 — Народний артист України[1]